# Spanjaardsdijk
Spanjaardsdijk is een streek in de gemeente Westerkwartier in de Nederlandse provincie Groningen. De naam van de dijk komt of van een huis Spanje of van een familie Spanjer, het is dus geen verwijzing naar de Spanjaarden, hoewel hier in de omgeving tijdens de Tachtigjarige Oorlog wel gevochten is.
De dijk is aangelegd in de dertiende eeuw. Het was de oostelijke afsluiting van de Oude Riet. De Oude Riet was ontstaan tijdens stormvloeden in de vroege middeleeuwen. Het landschap in dit deel van het Westerkwartier leek in die tijd op het huidige Zeeland, een afwisseling van kwelders en eilanden. De Oude Riet was daarbij de meest zuidelijke zee-inham. Aan westkant werd die begrensd door de keileemrug waarop Zuidhorn en Noordhorn liggen.
De dijk diende ter bescherming van het gebied rond Den Ham, waaronder ook de Piloersemaborg. Door de aanleg van het Van Starkenborghkanaal is de dijk tegenwoordig in tweeën geknipt. Ten zuiden van het kanaal loopt de dijk door tot aan Den Horn.